# Portrait d'un assassin
Pour l’article homonyme, voir Portrait d'un assassin (homonymie).
Pour plus de détails, voir Fiche technique et Distribution.
Portrait d'un assassin est un film français réalisé par Bernard Roland, sorti en 1949.

## Synopsis
La belle Lucienne est un imprésario redoutable, sorte de mante religieuse. L'acrobate Fabius, qui délaisse sa femme Martha, est poussé par elle à exécuter le looping de la mort. Eric, un ancien amant de Lucienne, le met en garde contre cette femme maléfique, lui-même est au bout de la déchéance, lourdement estropié. Mais Fabius n'écoute pas ses mises en garde. Cependant, apprenant la mort de Martha, il fait justice en tuant Lucienne un peu avant d'accomplir avec succès l'effrayant looping.

## Fiche technique
- Titre : Portrait d'un assassin
- Réalisateur : Bernard Roland
- Scénario : Marcel Rivet et Henri Decoin
- Adaptation et dialogue : Charles Spaak et François Chalais
- Décors : Roland Quignon
- Photographie : Roger Hubert
- Musique : Maurice Thiriet
  - Paroles des chansons : Bernard Roland
- Son : Jacques Lebreton
- Montage : Germaine Artus
- Photographe de plateau : Raymond Voinquel
- Société de production : SECA
- Directeur de production : Hubert Vincent-Bréchignac et Raymond Blondy
- Format : Noir et blanc - 35 mm
- Pays d'origine :  France
- Genre : comédie dramatique
- Durée : 100 minutes
- Date de sortie : 
  - France -  25 novembre 1949
- Affiche : Georges Dastor (France)

## Distribution
- Maria Montez : Lucienne de Rinck, l'impresario
- Pierre Brasseur : Jean Fabius, l'acrobate à moto
- Arletty : Martha, la compagne de Fabius
- Erich von Stroheim : Éric, ancien acrobate
- Jules Berry : Pfeiffer, organisateur de spectacles
- Marcel Dalio : Fred
- Marcel Dieudonné : Prosper
- les Fratellini : dans leurs propres rôles
- Edy Debray : l'annonceur
- Julien Maffre : un valet de piste
- Édouard Francomme : un valet de piste
- Marcel Rouzé : le majordome de Lucienne
- Marc Natol